# Mašianské sysľovisko
Mašianské sysľovisko este o arie protejată (arie specială de conservare — SAC, sit de importanță comunitară — SCI) din Slovacia întinsă pe o suprafață de 19,13 ha, integral pe uscat.

## Localizare
Centrul sitului Mašianské sysľovisko este situat la coordonatele 48°56′50″N 20°30′42″E / 48.947117°N 20.511684°E.

## Înființare
Situl Mašianské sysľovisko a fost declarat sit de importanță comunitară în octombrie 2011 pentru a proteja 1 specie de animale. Situl a fost protejat și ca arie specială de conservare în august 2011.

## Biodiversitate
Situată în ecoregiunea alpină, aria protejată conține 1 habitat natural: Fânețe de joasă altitudine (Alopecurus pratensis, Sanguisorba officinalis).
La baza desemnării sitului se află o specie protejată de  mamifere: popândău comun (Spermophilus citellus).